# Iran Fajr International 2019
Die Iran Fajr International 2019 im Badminton fanden vom 4. bis 7. Februar 2019 in Teheran statt.

## Sieger und Platzierte
| Disziplin    | Gold                                       | Silber                                                   | Bronze                              |
| ------------ | ------------------------------------------ | -------------------------------------------------------- | ----------------------------------- |
| Herreneinzel | Kunlavut Vitidsarn                         | Li Shifeng                                               | Adulrach Namkul                     |
| Herreneinzel | Kunlavut Vitidsarn                         | Li Shifeng                                               | Michał Rogalski                     |
| Dameneinzel  | Supanida Katethong                         | Choirunnisa                                              | Özge Bayrak                         |
| Dameneinzel  | Supanida Katethong                         | Choirunnisa                                              | Jaslyn Hooi                         |
| Herrendoppel | Adnan Maulana Ghifari Anandaffa Prihardika | Pramudya Kusumawardana Riyanto Yeremia Erich Yoche Yacob | Danny Bawa Chrisnanta Loh Kean Hean |
| Herrendoppel | Adnan Maulana Ghifari Anandaffa Prihardika | Pramudya Kusumawardana Riyanto Yeremia Erich Yoche Yacob | Leo Rolly Carnando Daniel Marthin   |
| Damendoppel  | Nita Violina Marwah Putri Syaikah          | Bengisu Erçetin Nazlıcan Inci                            | Kati-Kreet Marran Helina Rüütel     |
| Damendoppel  | Nita Violina Marwah Putri Syaikah          | Bengisu Erçetin Nazlıcan Inci                            | Pooja Dandu Sanjana Santosh         |